# Попасне (Кулундинський район)
Попа́сне (рос. Попасное) — село у складі Кулундинського району Алтайського краю, Росія. Входить до складу Курської сільської ради.

## Населення
Населення — 173 особи (2010; 208 у 2002).
Національний склад (станом на 2002 рік):
- росіяни — 93 %